# 斯維塔夫卡河
50°39′36″N 14°37′31″E / 50.66000°N 14.62528°E
斯維塔夫卡河是歐洲的河流，流經德國薩克森州和捷克利貝雷茨州，屬於普洛烏奇尼采河的一部分，處於首都布拉格以北70公里。